# Élisabeth Boselli

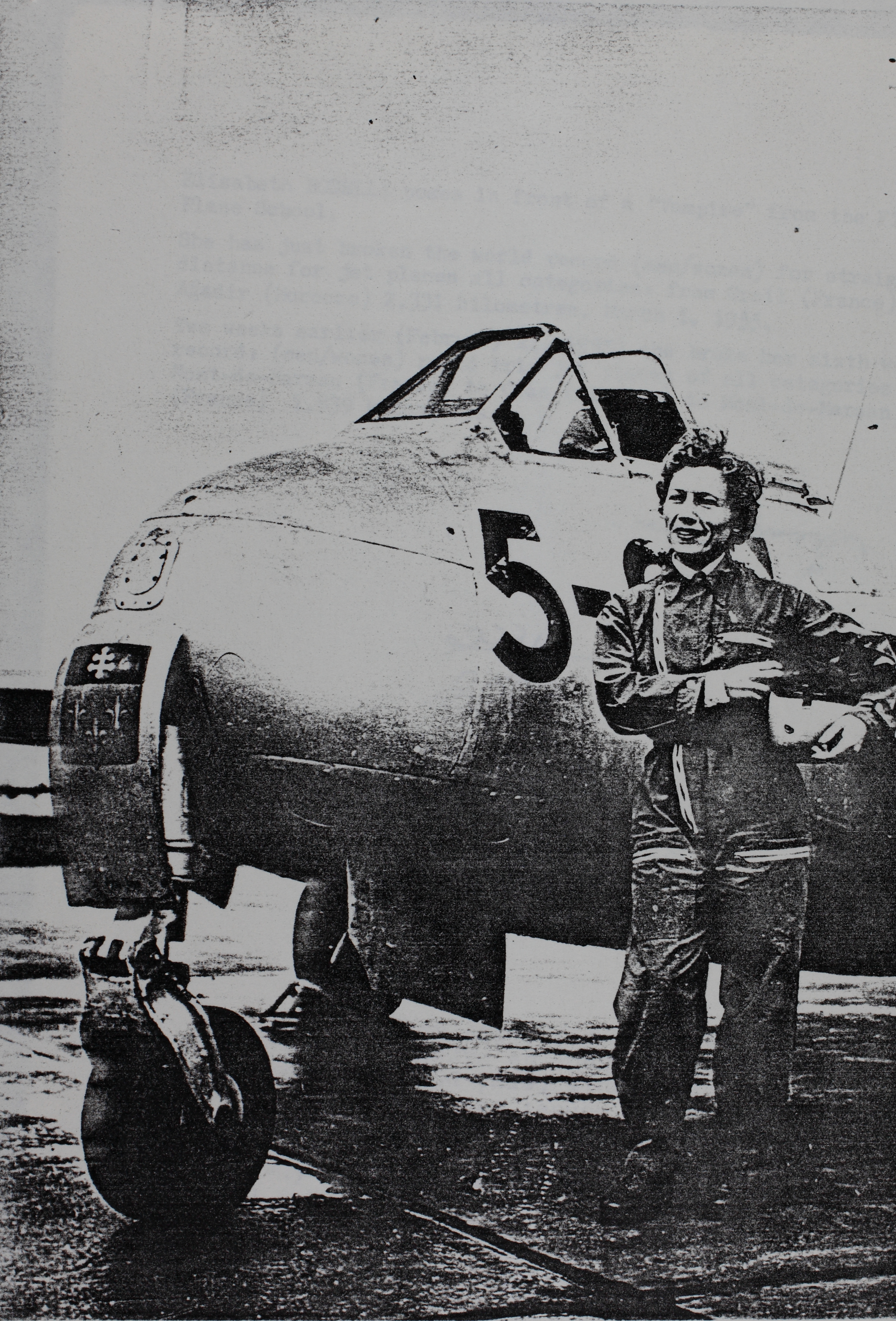
Capitaine Elisabeth Boselli vor ihrer DH-100 Vampire

Élisabeth Boselli (* 11. März 1914 in Paris; † 25. November 2005 in Lyon) war eine französische Militär- und Zivilpilotin. Sie war der erste weibliche Kampfpilot in der französischen Luftwaffe und hielt acht Weltrekorde für Entfernung, Höhe und Geschwindigkeit.

## Leben
Boselli studierte an der École des Sciences Politiques in Paris und machte 1935 ihren Abschluss. Während ihres Studiums engagierte sie sich in verschiedenen humanitären Organisationen, unter anderem im Roten Kreuz. Sie begann sich für die Luftfahrt zu interessieren, nachdem sie mit ihrem Bruder an einer Luftfahrtkonferenz teilgenommen hatte. Zunächst arbeitete sie freiwillig auf Flugplätzen, in Hangars und an Motoren, bis sie im Januar 1938 ihre Privatpilotenlizenz erwarb. Sie kaufte sich ein eigenes Flugzeug, eine Leopoldoff, begann mit Kunstflugtraining und beschloss, die öffentliche Pilotenlizenz zu erwerben. Doch dann brach der Zweite Weltkrieg aus und alle zivilen Ausbildungen wurden abgebrochen; Bosellis Flugbuch aus dieser Zeit endet am 4. August 1939.
1944 wurde ein Korps von weiblichen Militärpiloten gegründet und Boselli trat mit dem Rang eines Leutnants ein. Sie wurde im Kunstflug ausgebildet und wurde selbst Ausbilderin. Am 12. Februar 1946 erhielt sie als erste Frau in Frankreich ihre Militärpilotenlizenz. Nach Kriegsende wurden jedoch keine Pilotinnen mehr gebraucht und man bot ihr stattdessen eine Stelle in der Verwaltung an. Boselli lehnte ab und entschied sich für eine Rückkehr in die zivile Luftfahrt. Im Mai 1947 begann sie eine Ausbildung zur Segelfliegerin bei Paul Lepanse in Beynes und erhielt vier Monate später ihre Lizenz. Boselli begann sofort an Wettbewerben teilzunehmen und stellte eine Reihe von Rekorden auf. 1951 besuchte Boselli die Vereinigten Staaten von Amerika und lernte dort ein paar Wasserflugzeugpiloten kennen, die ihr die Möglichkeit boten, ein Wasserflugzeug zu fliegen; sie absolvierte die Ausbildung in 10 Tagen und erwarb eine Wasserflugzeugpilotenlizenz.
Boselli kehrte 1952 zum Militär zurück und schloss sich einer in Étampes stationierten Kunstflugstaffel namens Patrouille de France an. Boselli und die Staffel traten in Monaco, Algerien und Spanien auf, wobei Boselli als eine der Solisten auftrat. Im Jahr 1957 wurde ihr ein Einsatz in Algerien angeboten, den sie annahm. Sie war in Oued Hamimine stationiert und flog militärische Evakuierungen, Transporteinsätze und lieferte Nachschub und Post an Truppen.
Im Alter von 45 Jahren hatte sie 900 Flugstunden und 335 Einsätze absolviert und hörte auf zu fliegen. Den Rest ihrer Karriere verbrachte sie als Attaché-Redakteurin im Flugsicherungsdienst bis zu ihrer Pensionierung 1969.

## Rekorde
Elisabeth Boselli erreichte folgende Weltrekorde:
- Am 22. Dezember 1947 Höhenweltrekord der Frauen für Einzelsegler, Höhendifferenz: 3973 m, erreichte Höhe: 5300 m
- Am 6. April 1948 Höhenweltrekord der Frauen für Einzelsegler, Höhendifferenz: 4880 m, erreichte Höhe: 5600 m
- Am 21. Mai 1949 Höhenweltrekord für Leichtflugzeuge: 5791 m
- Am 26. Januar 1955 Geschwindigkeitsweltrekord der Frauen für Düsenflugzeuge über einen 1000 km langen, geschlossenen Rundkurs: 746 km/h
- Am 21. Februar 1955 Streckenweltrekord der Frauen für Düsenflugzeuge in einem geschlossenen Rundkurs: 1839,70 km
- Am 1. März 1955 Weltrekord für die Entfernung in gerader Linie für Düsenflugzeuge: 2331,22 km

## Würdigungen
Für ihre Verdienste um ihr Land erhielt sie die Ehrenlegion, das Kreuz für militärische Tapferkeit Croix de la Valeur militaire und die Luftfahrtmedaille Médaille de l’Aéronautique. Ein Park in der Nähe der Porte de Versailles in Paris ist nach ihr benannt.